# Ludwig von Welling
Ludwig Christian Friedrich Karl Freiherr von Welling (* 8. August 1753 in Buchsweiler; † 15. Dezember 1813 in Frankfurt am Main) war ein salm-kyrburgischer Regierungs- und Hofkammerpräsident. 

## Leben
Vom Hofe Nassau-Saarbrückens kommend, trat Welling 1781 als Kavalier in die Dienste des Fürsten Friedrich III. zu Salm-Kyrburg und wurde im Laufe der Zeit dessen oberster Beamter, obwohl er an keiner Universität die für ein Regierungsamt erforderlichen theoretischen Kenntnisse erworben hatte. Am 22. Juni 1783 heiratete er Henriette Elisabeth von Ochsenstein, eine Nachfahrin des Frankfurter Bürgermeisters Johann Christoph Ochs von Ochsenstein. Am 10. Oktober 1783 ernannte ihn der Fürst zum Wirklichen Geheimrat, am 16. April 1789 zum Präsidenten der Regierung und Hofkammer des Fürstentums Salm-Kyrburg.
Der Historiker Arthur Kleinschmidt schilderte ihn als „charakterlosen Mann“. Er soll den Juristen Franz Xaver von Zwackh, der den auf großem Fuße lebenden Fürsten als dessen Kammerdirektor und Berater immer wieder zu Sparsamkeit und Mäßigung ermahnt hatte, als verschwörerischen „Illuminaten“ diffamiert und fortwährend gegen ihn intrigiert haben. Während der Französischen Revolution, deren Stimmung sich auch bei den Untertanen im Fürstentum Salm-Kyrburg bemerkbar machte, hing ein Bild Wellings an einem Galgen am Rathaus Kirn. Um eine Entlassung Wellings zu erreichen, klagten die Untertanen des Oberamts Kyrburg 1791 vor dem Reichskammergericht, das durch Entscheidung vom 10. Juni 1791 Welling provisorisch seines Amtes enthob.
Im Mai 1792 fiel er bei Friedrich III., dem die Unbeliebtheit und die mangelnden Geschäftskenntnisse seines obersten Beamten nicht verborgen geblieben waren, in Ungnade und wurde aus seinem Amt entlassen. Welling soll danach seinem Herrn nach Paris gefolgt sein. Als jener 1794 während der Terrorherrschaft der Französischen Revolution sein Leben unter der Guillotine beendete, flüchtete Welling als Bauer verkleidet nach Deutschland, wo er ab dem 30. September 1797 als Oberforstmeister des Fürsten Wilhelm von Solms-Braunfels wieder in einer dienstlichen Stellung greifbar ist. Nachdem das Fürstentum Solms-Braunfels 1806 durch Mediatisierung nassauisch geworden war, zog er 1807 nach Frankfurt am Main. Dort hatte ihm Zwackh durch dessen Kontakte zum Fürstprimas Karl Theodor von Dalberg eine Stelle als aschaffenburgischer Wegeinspektor der Frankfurter Chausseen beschafft, die mit einem Jahresgehalt von 1700 Gulden dotiert war. Welling starb im Alter von 60 Jahren am 15. Dezember 1813 an Typhus.
Welling hatte eine Tochter Elisabeth Franziska, die sich 1815 mit dem Frankfurter Polizeidirektor Friedrich Nicolaus Ludolf von Langen (1783–1847) vermählte. Aus dieser Ehe gingen zwei Töchter hervor, wovon eine, Gustave Adeline (1821–1886), im Jahr 1855 den späteren bayerischen Kriegsminister Karl von Liel heiratete.